# 埃施巴赫 (巴登-符腾堡州)
埃施巴赫（德語：Eschbach，發音：[ˈɛʃbax]）是德国巴登-符腾堡州弗赖堡行政区布赖斯高-上黑林山县的市镇，面积10.03平方千米，人口为人。